# Леді Єва (фільм, 1941)
Леді Єва (англ. The Lady Eve) — американська ексцентрична кінокомедія 1941 року режисера Престона Стерджеса /ˈstɜːrdʒɪs/, з участю зірок Барбари Стенвік та Генрі Фонда. Фільм заснований на однойменній повісті ірландського драматурга і сценариста Монктона Гоффа (1880—1951).
У 1994 році фільм був записаний Національною радою США до Національного реєстру кінокартин вибраних для збереження у Бібліотеці Конгресу як «культурно, історично, або естетично значущий» фільм.

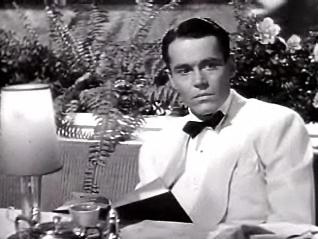
Генрі Фонда,
(кадр з фільму)

## Сюжет
Син пивного короля і знавець змій — Чарльз Пайк на океанському кораблі повертається додому після року проведеного на Амазонці. Він неодружений і кожна дівчина мріє ближче познайомитися з ним. На цьому ж кораблі пливуть троє знаменитих картярських шулерів, Джін Герінгтон з батьком та його підсо́бником, які шукають багату жертву. Досвідченій спокусниці Джін вдається з одного маху подолати сором'язливість Чарльза, але вона сама попадає в свої ж тенета і закохується в нього.

## Ролі виконують
- Барбара Стенвік — Джін Герінгтон
- Генрі Фонда — Чарльз Пайк
- Чарльз Коберн — «полковник» Гаррінгтон
- Юджин Паллетт[en] — Горес Пайк
- Вільям Демарест[en] — Маґсі
- Мелвілл Купер — Джеральд

## Нагороди
- 1941 Премія Національної ради кінокритиків США:
  - найкращі десять фільмів[en]
- 1994 Національна рада США зі збереження фільмів[en] внесла кінострічку до Національного реєстру фільмів США